# نيقولايا بالتشيسكو
نيقولايا بالتشيسكو هي قرية تقع في إقليم كونستانتا في رومانيا.

## السكان
حسب إحصائيات 2002 بلغ عدد سكان القرية 3108 نسمة.